# Arthur Kullmer
Arthur Kullmer (17 de agosto de 1896 - 28 de marzo de 1953) fue un general alemán durante la II Guerra Mundial que comandó varias divisiones. Fue condecorado con la Cruz de Caballero de la Cruz de Hierro con Hojas de Roble de la Alemania Nazi. Kullmer murió el 28 de marzo de 1953 bajo cautiverio soviético.

## Condecoraciones
- Cruz de Hierro (1914) 2ª Clase (29 de agosto de 1916) & 1ª Clase (8 de octubre de 1918)[1]
- Broche de la Cruz de Hierro (1939) 2ª Clase (26 de mayo de 1940) & 1ª Clase (12 de julio de 1940)[1]
- Cruz Alemana en Oro el 14 de enero de 1942 como Oberstleutnant en el Infanterie-Regiment 331[2]
- Cruz de Caballero de la Cruz de Hierro con Hojas de Roble
  - Cruz de Caballero el 27 de octubre de 1943 como Generalleutnant y comandante de la 296. Infanterie-Division[3]
  - Hojas de Roble el 28 de febrero de 1945 como Generalleutnant y comandante de la 558. Volksgrenadier-Division[4]